# قاهر (اسم)
قاهر هو اسم علم مذكر من أصل عربي، ومعناه هو الغالب.

## وصلات خارجية
- موسوعة السلطان قابوس لأسماء العرب نسخة محفوظة 5 أبريل 2019 على موقع واي باك مشين.